# Ben Jonson
Benjamin Jonson, noto come Ben Jonson (Londra, 11 giugno 1572 – Londra, 6 agosto 1637), è stato un drammaturgo, attore teatrale e poeta britannico.

## Biografia
Nato a Westminster, frequentò brevemente la Westminster School, ma, ancora giovane, fu costretto dal patrigno a fare l'apprendista muratore. Sembra che, nonostante tutto, abbia potuto istruirsi, anche se non risulta una qualsiasi frequenza universitaria. Si arruolò come volontario nell'esercito e partecipò alla guerra nei Paesi Bassi. In seguito, una volta rientrato a Londra, intorno al 1597, si dedicò al teatro, come attore e soprattutto come autore di drammi. In quello stesso anno Jonson collaborò con Thomas Nashe all'opera The Isle of Dogs, opera che gli procurò dei guai con le autorità: fu imprigionato per oltraggio e le copie dell'opera vennero distrutte.
Probabilmente nel 1597, scrisse The case is altered, una commedia sentimentale, genere che l'autore abbandonò rapidamente. Nel 1598 scrisse la commedia Ognuno nel suo umore, che venne rappresentata dalla compagnia di Shakespeare: quest'opera fu il suo primo vero successo; con essa, l'autore inaugurò la serie delle commedie degli "umori". Tale termine richiamava la medicina ippocratica e galenica, secondo la quale nel corpo umano esistono quattro umori (collera, sangue, flemma, melancolia) che interagiscono: la buona salute sarebbe il frutto di un equilibrio perfetto tra questi quattro umori e, di conseguenza, uno squilibrio nella loro proporzione sarebbe all'origine delle malattie.
Sempre nel 1598 subì un grave processo per l'uccisione in duello del collega attore Gabriel Spencer. In seguito all'insuccesso delle sue ultime commedie, Jonson si ritirò dal teatro popolare per dedicarsi agli spettacoli di corte (i masques) ed alla poesia. Nel 1616, inoltre, curò personalmente la pubblicazione delle sue opere in un unico volume (The Works): Jonson sarà l'unico drammaturgo elisabettiano ad intraprendere una simile raccolta.

## Opere principali
Tra parentesi la data della prima rappresentazione.
- Every Man in his Humour, commedia (1598)
- Every Man out of his Humour, commedia (1599 o 1600)
- Festeggiamenti in onore di Cinzia (Cynthia's Revels) (1600)
- The Poetaster (1601)
- Seiano e la sua caduta (Sejanus his Fall), tragedia (1603)
- The Mask of Blackness, masque (1605)
- Volpone (Volpone, or the Fox), commedia (1606)
- Epicene, o la donna silenziosa (Epicœne, or The silent woman), commedia (1609?)
- L'alchimista (The Alchemist), commedia (1610 o 1611)
- Catiline his Conspiracy, tragedia (1611)
- Bartholomew Fair, commedia (1614)
- The Devil is an Ass, commedia (1616)
- Christmas, His Masque, masque (1616)

## Traduzioni italiane
- Volpone, o La volpe: commedia in 5 atti, a cura di Regolo Casali, Assisi, Tipografia Metastasio, 1900.
- Volpone, a cura di Alessandro De Stefani, Roma, Nuova Antologia, 1930.
- Volpone, a cura di Mario Praz, Firenze, Sansoni, 1943. ISBN 978-88-383-0717-1 ISBN 978-88-17-17134-2
- L'alchimista, a cura di Alfredo Orbetello, Firenze, Sansoni, 1948.
- Oriente oriente, trad. di Giorgio Melchiori, in Teatro elisabettiano, a cura di Alfredo Orbetello, Milano, Bompiani, 1951, Vol. I, pp. 596–690.
- Volpone, trad. di Corrado Pavolini, in Teatro elisabettiano, a cura di Alfredo Orbetello, Milano, Bompiani, 1951, Vol. I, pp. 700–816.
- L'alchimista, trad. di Corrado Pavolini, in Teatro elisabettiano, a cura di Alfredo Orbetello, Milano, Bompiani, 1951, Vol. I, pp. 817–934.
- La fiera di San Bartolomeo, trad. di Giorgio Melchiori, in Teatro elisabettiano, a cura di Alfredo Orbetello, Milano, Bompiani, 1951, Vol. II, pp. 7–149.
- Volpone, trad. di Giorgio Brunacci, in Tutto il teatro di tutti i tempi, a cura di Corrado Pavolini, Roma, Casini, 1953.
- L'alchimista, trad. di Antonio Alessio, in Teatro inglese, a cura di Alfredo Orbetello, Milano, Nuova Accademia, 1961, Vol. II, pp. 15–120.
- Volpone, a cura di Alfredo Giuliani, Roma, Officina, 1977.
- Epicenia o La muta, in Ben Jonson, Teatro, a cura di Nereo E. Condini, Torino, Utet, 1983. ISBN 978-88-7819-030-6
- Volpone, in Ben Jonson, Teatro, a cura di Nereo E. Condini, Torino, Utet, 1983. ISBN 978-88-7819-030-6
- L'alchimista, in Ben Jonson, Teatro, a cura di Nereo E. Condini, Torino, Utet, 1983. ISBN 978-88-7819-030-6
- Prora a levante!, a cura di Maura Ricci Miglietta, Genova, Il Melangolo, 1987. ISBN 978-88-7018-057-2
- Il dottor Sottile, l'alchimista, a cura di Franco Cuomo, Roma, Newton Compton, 1993. ISBN 978-88-7983-010-2
- Volpone, trad. di Glauco Mauri, Compagnia Glauco Mauri, 2002.
- Volpone, a cura di Franco Marenco, trad. di Flavia Marenco, Venezia, Marsilio, 2003. ISBN 978-88-317-8088-9
- Il diavolo è un asino, a cura di Daniela Francesca Virdis, Viterbo, Sette città, 2003. ISBN 978-88-86091-86-2
- Seiano. La sua caduta, a cura di Anna Maria Piglionica, Galatina, Congedo, 2004. ISBN 978-88-8086-576-6
- L'alchimista, trad. di Giovanna Zucconi, Genova, Il Melangolo, 2004. ISBN 978-88-7018-527-0
- La congiura di Catilina, a cura di Domenico Lovascio, Genova, ECIG, 2011. ISBN 978-88-7544-219-4

## Nella cultura di massa
Il personaggio di Ben Jonson è tra i protagonisti del film del 2011 Anonymous, del regista tedesco Roland Emmerich. Nel film si narra della presunta paternità delle opere di William Shakespeare; vi si avanza l'ipotesi che l'aristocratico Edward de Vere abbia chiamato proprio Jonson, non potendo egli farlo a causa del suo rango, alla rappresentazione teatrale delle opere oggi universalmente attribuite a Shakespeare. Questi avrebbe contattato lo stesso Shakespeare, all'epoca attore che sapeva leggere con difficoltà i suoi copioni ma non sapeva scrivere, affinché le rappresentasse.